# Coline Flavin
Coline Flavin (29 de marzo de 2006) es una deportista francesa que compite en pentatlón moderno. Ganó una medalla de bronce en el Campeonato Europeo de Pentatlón Moderno de 2025.

## Medallero internacional
| Campeonato Europeo | Campeonato Europeo | Campeonato Europeo | Campeonato Europeo |
| Año                | Lugar              | Medalla            | Competición        |
| ------------------ | ------------------ | ------------------ | ------------------ |
| 2025               | Madrid (España)    | Medalla de bronce  | Relevo mixto       |